# Julius Buckler
Julius Buckler foi um piloto alemão durante a Primeira Guerra Mundial. Ferido por diversas vezes em combate e condecorado diversas vezes, Buckler abateu 36 aeronaves inimigas, incluindo 7 balões, o que fez dele um ás da aviação.